# گلتری
گلتری (به انگلیسی: Gultari Valley) یک منطقهٔ مسکونی در پاکستان است که در گلگت-بلتستان واقع شده‌است.